# Parafia Trójcy Przenajświętszej w Potoku Jaworowskim
Parafia Trójcy Przenajświętszej w Potoku Jaworowskim – parafia rzymskokatolicka znajdująca się w dekanacie Lubaczów, w diecezji zamojsko-lubaczowskiej. 
Parafia erygowana została w 1773 roku. 
Terytorium parafii obejmuje Geregi, Hrycki, Kamieńsko, Kobylnicę Ruską, Kobylnicę Wołoską, Potok Jaworowski, Rotyska, Szczeble. 
Proboszczem od 22 czerwca 2009 roku jest ks. Stanisław Gorczyński.
W Kobylnicy Wołoskiej znajduje się kościół filialny pw. NMP Królowej. 
Liczba parafian: 600.